# بوب ماهوني
بوب ماهوني (بالإنجليزية: Bob Mahoney)‏ هو لاعب كرة قاعدة أمريكي، ولد في 20 يونيو 1928 في سانت بول في الولايات المتحدة، وتوفي في 27 أغسطس 2000 في لنكن في الولايات المتحدة.

## وصلات خارجية
- بوب ماهوني على موقعبيزبول رفرنس.كوم (الدوري الرئيسي) (الإنجليزية)
- بوب ماهوني على موقعبيزبول رفرنس.كوم (الدوري الثانوي) (الإنجليزية)